# Bingoal WB
L'equip Bingoal Pauwels Sauces WB (codi UCI: BWB) és un equip ciclista belga, de ciclisme en ruta amb categoria continental professional. Fundat el 2011, amb el nom de Wallonie Bruxelles-Crédit agricole. El 2017 va pujar a categoria Continental professional canviant el nom per WB Veranclassic Aqua Protect.

## Principals resultats

### Clàssiques
- Kattekoers: Jonas Van Genechten (2011)
- Zellik-Galmaarden: Gaëtan Bille (2011), Kevin Thome (2012)
- Gran Premi del 1r de maig - Premi d'honor Vic de Bruyne: Christophe Prémont (2012)
- Nokere Koerse: Ludovic Robeet (2021)

### Curses per etapes
- Volta a Limburg: Olivier Chevalier (2013)
- Tour de Finisterre: Antoine Demoitié (2014), Baptiste Planckaert (2016)
- Tour de Bretanya: Sébastien Delfosse (2015)
- Istrian Spring Trophy: Olivier Pardini (2016)
- Tour de Normandia: Baptiste Planckaert (2016)
- Polynormande: Baptiste Planckaert (2016)

### A les grans voltes
- Giro d'Itàlia
  - 0 participacions
- Tour de França
  - 0 participacions
- Volta a Espanya
  - 0 participacions

## Composició de l'equip 2022
| Ciclista              | Data de naixement | País          | Equip any anterior                    |
| --------------------- | ----------------- | ------------- | ------------------------------------- |
| Stanisław Aniołkowski | 20/01/1997        | Polònia       | Bingoal Pauwels Sauces WB             |
| Louis Blouwe          | 19/11/1999        | Bèlgica       | Bingoal WB Development Team           |
| Dorian De Maeght      | 13/08/1997        | Bèlgica       | Bingoal Pauwels Sauces WB (stagiaire) |
| Cériel Desal          | 20/10/1999        | Bèlgica       | Bingoal Pauwels Sauces WB (stagiaire) |
| Timothy Dupont        | 01/11/1987        | Bèlgica       | Bingoal Pauwels Sauces WB             |
| Karl Patrick Lauk     | 09/01/1997        | Estònia       | Team Pro Immo Nicolas Roux            |
| Arjen Livyns          | 01/09/1994        | Bèlgica       | Bingoal Pauwels Sauces WB             |
| Johan Meens           | 07/07/1999        | Bèlgica       | Bingoal WB Development Team           |
| Milan Menten          | 31/10/1996        | Bèlgica       | Bingoal Pauwels Sauces WB             |
| Rémy Mertz            | 17/07/1995        | Bèlgica       | Bingoal Pauwels Sauces WB             |
| Kenny Molly           | 24/12/1996        | Bèlgica       | Bingoal Pauwels Sauces WB             |
| Mathijs Paasschens    | 18/03/1996        | Països Baixos | Bingoal Pauwels Sauces WB             |
| Tom Paquot            | 22/09/1999        | Bèlgica       | Bingoal Pauwels Sauces WB             |
| Dimitri Peyskens      | 26/11/1991        | Bèlgica       | Bingoal Pauwels Sauces WB             |
| Laurenz Rex           | 15/12/1999        | Bèlgica       | Bingoal Pauwels Sauces WB             |
| Ludovic Robeet        | 22/05/1994        | Bèlgica       | Bingoal Pauwels Sauces WB             |
| Bas Tietema           | 29/01/1995        | Països Baixos | Ex-pro (BEAT Cycling Club 2018)       |
| Marco Tizza           | 06/02/1992        | Itàlia        | Amore & Vita-Prodir                   |
| Quentin Venner        | 15/06/1998        | Bèlgica       | Bingoal Pauwels Sauces WB             |
| Luc Wirtgen           | 07/07/1998        | Luxemburg     | Bingoal Pauwels Sauces WB             |
| Tom Wirtgen           | 04/03/1996        | Luxemburg     | Bingoal Pauwels Sauces WB             |

## Classificacions UCI

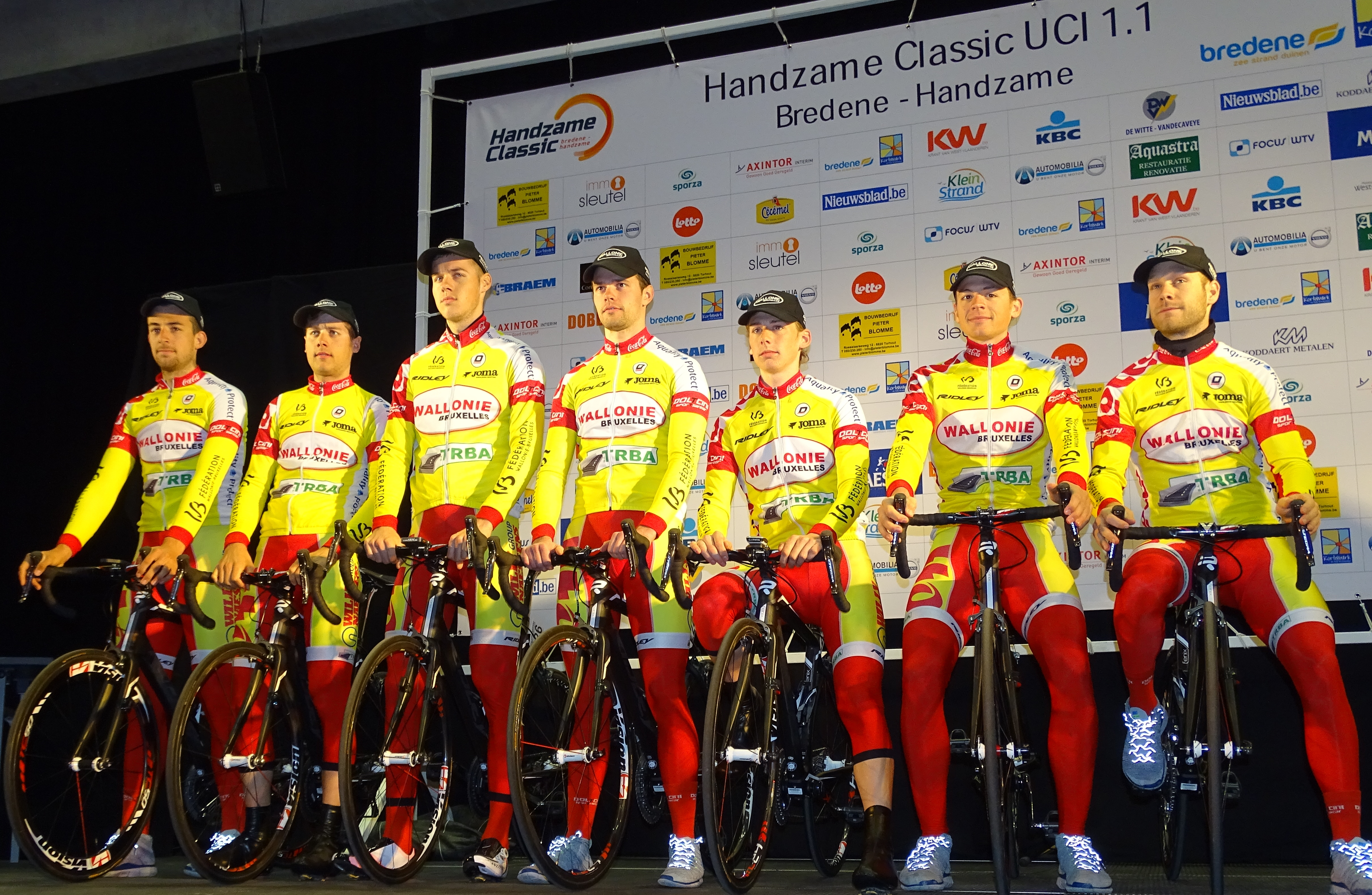
L'equip al 2015

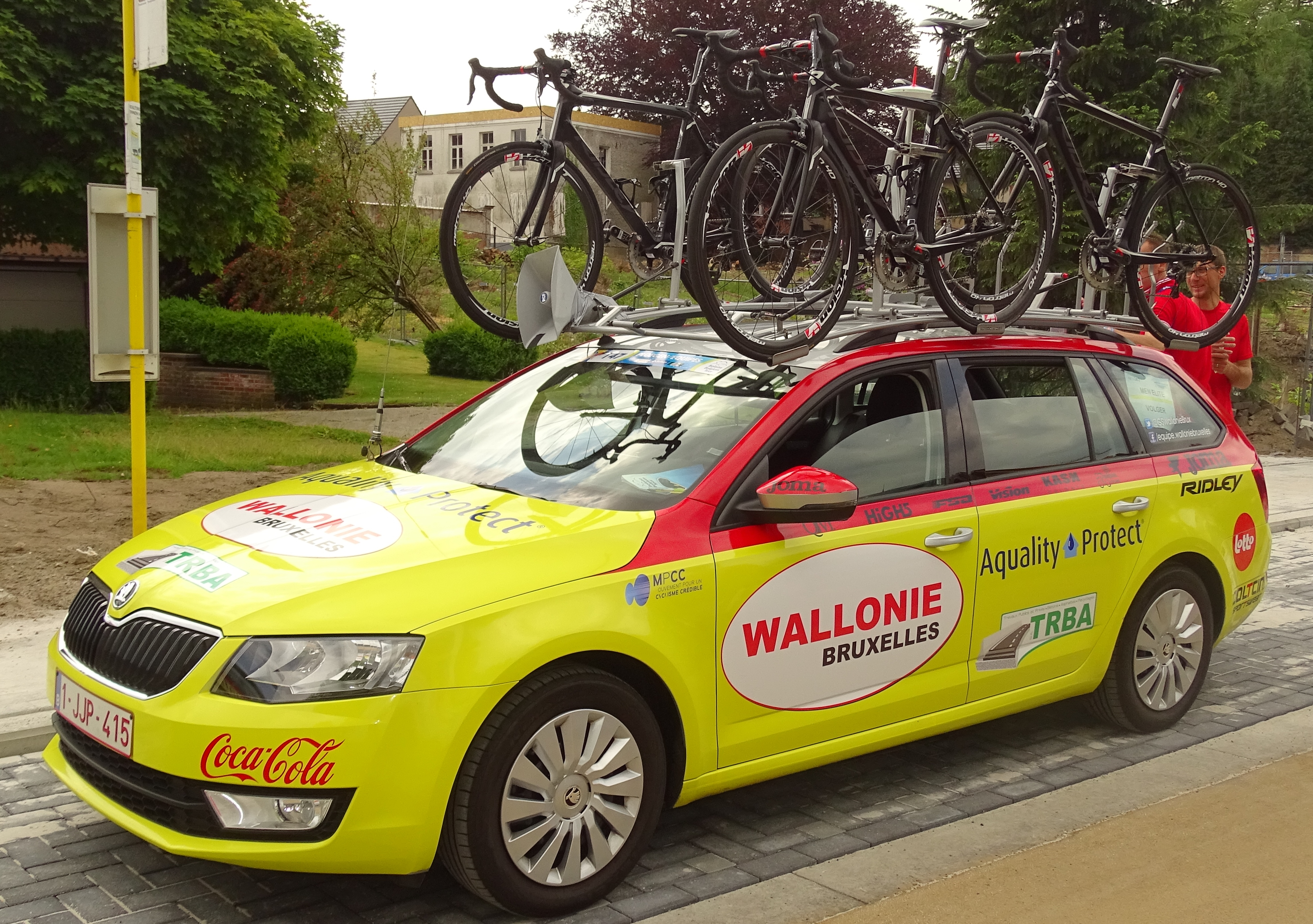
Vehicle de l'equip al 2015

L'equip participa en els Circuits continentals de ciclisme. La següent classificació estableix la posició de l'equip en finalitzar la temporada.
UCI Àfrica Tour
| Temporada | Classificació per equips | Millor ciclista en la classificació individual |
| --------- | ------------------------ | ---------------------------------------------- |
| 2011      | 13è                      | Christophe Prémont (60è)                       |

UCI Àsia Tour
| Temporada | Classificació per equips | Millor ciclista en la classificació individual |
| --------- | ------------------------ | ---------------------------------------------- |
| 2014      | 33è                      | Frédéric Amorison (35è)                        |
| 2017      | 48è                      | Justin Jules (161è)                            |
| 2018      | 102è                     | Dimitri Peyskens (499è)                        |

UCI Europa Tour
| Temporada | Classificació per equips | Millor ciclista en la classificació individual |
| --------- | ------------------------ | ---------------------------------------------- |
| 2011      | 35è                      | Jonas Van Genechten (88è)                      |
| 2012      | 62è                      | Kevin Thome (320è)                             |
| 2013      | 35è                      | Boris Dron (109è)                              |
| 2014      | 22è                      | Sébastien Delfosse (42è)                       |
| 2015      | 26è                      | Antoine Demoitié (36è)                         |
| 2016      | 5è                       | Baptiste Planckaert (1r)                       |
| 2017      | 4t                       | Roy Jans (25è)                                 |
| 2018      | 10è                      | Kenny Dehaes (10è)                             |
| 2019      | 7è                       | Baptiste Planckaert (49è)                      |
| 2020      | 13è                      | Arjen Livyns (239è)                            |
| 2021      | 6è                       | Timothy Dupont (117è)                          |

El 2016 la Classificació mundial UCI passa a tenir en compte totes les proves UCI. Durant tres temporades existeix paral·lelament amb la classificació UCI World Tour i els circuits continentals. A partir del 2019 substitueix definitivament la classificació UCI World Tour.
| Temporada | Classificació per equips | Millor ciclista en la classificació individual |
| --------- | ------------------------ | ---------------------------------------------- |
| 2016      | -                        | Baptiste Planckaert (22è)                      |
| 2017      | -                        | Justin Jules (107è)                            |
| 2018      | -                        | Kenny Dehaes (101è)                            |
| 2019      | 25è                      | Baptiste Planckaert (61è)                      |
| 2020      | 34è                      | Arjen Livyns (291è)                            |
| 2021      | 25è                      | Timothy Dupont (137è)                          |